# Juan Carlos Aguilera
Juan Carlos Aguilera Marín (Madrid, 22 mei 1969) is een Spaans voormalig profvoetballer. Hij speelde bijna zijn gehele carrière als verdediger voor Atlético Madrid.

## Clubcarrière
Carlos Aguilera begon zijn voetballoopbaan in de jeugd van Atlético Madrid. Hij doorliep alle jeugdelftallen en het tweede team voordat hij op 26 maart 1988 zijn debuut maakte in de verloren uitwedstrijd tegen Sporting Gijón. Hij won met Atlético Madrid tweemaal de beker, in 1991 en 1992. In 1993 keerde hij de club de rug toe om te gaan voetballen bij CD Tenerife. De speler keerde weer terug in 1997, net nadat Atlético Madrid de titel had gewonnen. Na het seizoen 2004/05 besloot hij te stoppen met voetballen.

## Interlandcarrière
Aguilera maakt zijn debuut voor Spanje op 24 september 1997 in de gewonnen uitwedstrijd tegen Slowakije. In totaal kwam hij zeven keer uit voor zijn vaderland. In 1998 maakte hij deel uit van de Spaanse selectie voor het Wereldkampioenschap voetbal 1998 in Frankrijk.

## Statistieken
| seizoen | club            | land            | competitie         | wed. | goals |
| ------- | --------------- | --------------- | ------------------ | ---- | ----- |
| 1987/88 | Atlético Madrid | Vlag van Spanje | Primera División   | 6    | 0     |
| 1988/89 | Atlético Madrid | Vlag van Spanje | Primera División   | 21   | 4     |
| 1989/90 | Atlético Madrid | Vlag van Spanje | Primera División   | 22   | 0     |
| 1990/91 | Atlético Madrid | Vlag van Spanje | Primera División   | 4    | 0     |
| 1991/92 | Atlético Madrid | Vlag van Spanje | Primera División   | 23   | 3     |
| 1992/93 | Atlético Madrid | Vlag van Spanje | Primera División   | 20   | 0     |
| 1993/94 | CD Tenerife     | Vlag van Spanje | Primera División   | 34   | 1     |
| 1994/95 | CD Tenerife     | Vlag van Spanje | [Primera División  | 15   | 0     |
| 1995/96 | CD Tenerife     | Vlag van Spanje | Primera División   | 39   | 5     |
| 1996/97 | Atlético Madrid | Vlag van Spanje | Primera División   | 31   | 2     |
| 1997/98 | Atlético Madrid | Vlag van Spanje | Primera División   | 36   | 2     |
| 1998/99 | Atlético Madrid | Vlag van Spanje | Primera División   | 28   | 1     |
| 1999/00 | Atlético Madrid | Vlag van Spanje | Primera División   | 29   | 1     |
| 2000/01 | Atlético Madrid | Vlag van Spanje | Segunda División A | 39   | 6     |
| 2001/02 | Atlético Madrid | Vlag van Spanje | Segunda División A | 39   | 8     |
| 2002/03 | Atlético Madrid | Vlag van Spanje | Primera División   | 28   | 2     |
| 2003/04 | Atlético Madrid | Vlag van Spanje | Primera División   | 24   | 0     |
| 2004/05 | Atlético Madrid | Vlag van Spanje | Primera División   | 15   | 0     |

1 Zubizarreta  ·
2 Ferrer ·
3 Aranzábal ·
4 Alkorta ·
5 Abelardo ·
6 Hierro ·
7 Morientes ·
8 Guerrero · 
9 Pizzi ·
10 Raúl ·
11 Alfonso ·
12 Sergi Barjuán ·
13 Cañizares ·
14 Campo ·
15 Aguilera ·
16 Celades ·
17 Etxeberria ·
18 Amor ·
19 Kiko ·
20 Nadal ·
21 Enrique ·
22 Molina ·
Coach: Clemente